# جوزيف بيلاتو
جوزيف بيلاتو (بالإنجليزية: Joseph Pilato)‏ هو ممثل أمريكي، ولد في 16 مارس 1949 ببوسطن في الولايات المتحدة.

## أعمال

### أفلام
- (1994) خيال رخيص[2][3]

## وصلات خارجية
- جوزيف بيلاتو على موقع IMDb (الإنجليزية)
- جوزيف بيلاتو على موقع روتن توميتوز (الإنجليزية)
- جوزيف بيلاتو على موقع ألو سيني (الفرنسية)
- جوزيف بيلاتو على موقع أول موفي (الإنجليزية)
- جوزيف بيلاتو على موقع قاعدة بيانات الفيلم (الإنجليزية)
- جوزيف بيلاتو على موقع كينوبويسك (الروسية)